# USS Ludlow (DD-438)
Эскадренный миноносец «Ладлоу» (англ. USS Ludlow (DD-438)) — американский эсминец типа Gleaves.
Заложен на верфи Bath Iron Works, Bath Me 18 декабря 1939 года. Заводской номер: 183. Спущен 11 ноября 1940 года, вступил в строй 5 марта 1941 года. Выведен в резерв 20 мая 1946 года. Из состава ВМС США исключён 24 января 1951 года.
22 января 1951 передан Греции, где 18 апреля 1951 года введен как эсминец (ΑΝΤΙΤΟΡΠΙΛΛΙΚΟ) D20 «Doxa» («ΔΟΞΑ»).
Исключён из состава ВМС Греции 1971 году и в 1972 году разобран на слом.